# Microlicia harleyi
Microlicia harleyi är en tvåhjärtbladig växtart som beskrevs av John Julius Wurdack. Microlicia harleyi ingår i släktet Microlicia och familjen Melastomataceae. Inga underarter finns listade i Catalogue of Life.